# Адиклите, Аушра
Аушра Адиклите (лит. Aušra Adiklite) — (род. 25 октября 1935) — литовский литературовед.
Автор ряда статей в «Большой советской энциклопедии», «Истории литовской литературы». Соавтор работы «Тарас Шевченко и Литва», в которой приведены факты идейного и литературного влияния Тараса Шевченко на прогрессивную общественную мысль Литвы XIX—XX веков. В работе рассматриваются основные переводы Шевченко на литовский язык.